# EHF Champions Trophy 2007
Die EHF Champions Trophy, auch bekannt als Vereinseuropameisterschaft für Handballvereine, wurde im Jahr 2007 im slowenischen Celje in der Dvorana Zlatorog Arena, 4594 Zuschauer fassende Heimspielstätte von RK Celje Pivovarna Lasko, ausgetragen. Der Sieger des Turniers 2007, der THW Kiel, erhielt ein Preisgeld von 70.000 Euro.
Die Halbfinals wurden am 20. Oktober 2007 ausgespielt.
Die Verlierer der Halbfinals spielten am Sonntag, dem 21. Oktober 2007 den drittplatzierten aus, bevor die Sieger der Halbfinals am Abend
um das Preisgeld von 70.000 Euro und den Prestigeerfolg, sich als Europameister bezeichnen zu können, kämpften.

## Teilnehmer
Da drei deutsche Mannschaften die drei bedeutenden Europapokale (EHF Champions League, EHF-Pokal, EHF Cup Winners Cup) gewonnen haben, stand bereits vor Beginn fest, dass mindestens eine deutsche Mannschaft im Finale steht und um den Titel kämpft.
Die Teilnehmer 2007 sind:
- THW Kiel  (Champions-League-Sieger 2007)
- SC Magdeburg (EHF-Pokal-Sieger 2007)
- HSV Hamburg (Sieger Europapokal der Pokalsieger 2007)
- RK Celje Pivovarna Lasko (Wildcard als Gastgeber)

## Modus
Die EHF Champions Trophy wird in Form eines Final Four Turnieres an einem Wochenende ausgetragen.

## Spielansetzungen

### Halbfinals
- Halbfinale 1:

20. Oktober 17:00 Uhr
RK Celje Pivovarna Lasko – SC Magdeburg  33:26
- Halbfinale 2:

20. Oktober 19:00 Uhr
THW Kiel – HSV Hamburg  31:30

### Finalspiele
- Spiel um Platz 3:

21. Oktober 13:30 Uhr
SC Magdeburg – HSV Hamburg  27:31
- Finale

21. Oktober 15:30 Uhr
RK Celje Pivovarna Lasko – THW Kiel  34:38

## Fernsehübertragung
Der private Sportsender Eurosport übertrug, wie schon 2006, alle Spiele der EHF Champions Trophy 2007 live.
Das erste Halbfinale sowie das Finale wurden live auf dem Hauptsender Eurosport übertragen, während das zweite Halbfinale sowie das Spiel um Platz 3 live auf dem Bezahlsender Eurosport 2 zu sehen war.